# Tor Dike
Der Tor Dike ist der Rest eines etwa 2000 m langen linearen Erdwalls, der den Zugang des Coverdale von Upper Wharfedale aus schützte. Die lineare Befestigung liegt östlich von Starbotton in North Yorkshire in England.
Der Tor Dike besteht hauptsächlich aus einem Graben, der vertikal in den Kalksteinboden geschnitten wurde. Er wird verstärkt durch einen Wall mit einer Höhe von durchschnittlich 1,8 m, in dem sich am ursprünglichen Zugang Lücken in Wall und Graben befinden. Angrenzend an offenbar zeitgenössische kleine Einhegungen und Reste ehemaliger Rundhütten des Eisenzeittyps, scheinen andere an mehreren Stellen in den Graben eingelassene Einhegungen jünger zu sein. 
In der Nähe von Coverdale steht der Hunters Stone.